# Mrliška bledica
Mrliška bledica (lat. pallor mortis) je prva izmed zgodnjih mrliških sprememb, ki se izraža kot pobledelost kože in je izrazita zlasti pri svetlopoltih posameznikih. Nastopi po prenehanju srčnega utripa, ko se kri zaradi postopnega zmanjševanja tlačnega gradienta v kardiovaskularnem sistemu umakne iz površinsko ležečih delov telesa proti telesni sredici. Najprej pobledi koža v predelih, ki ležijo najvišje, nato pa se bledica v skladu z zakonom težnosti po descendentnem principu razširi tudi v nižje lege. Analiza obsega mrliške bledice nam zaradi razmeroma hitre razširitve po vsej površini telesa da le malo podatkov o času nastopa smrti. 

## Razvoj bledice
Pri sesalcih je smrt neločljivo povezana z zaustavitvijo srca in prekinitvijo dihanja. Prenehanje srčne akcije po smrti povzroči postopno zmanjševanje tlačnega gradienta med arterijskim in venskim delom krvnega obtoka, ki v fizioloških razmerah znaša okoli 100 mmHg. Kri se pomika od srca do organov in teče od organov nazaj k srcu, vse dokler tlačni gradient ne pade na vrednost 0. Zaradi velike kapacitativnosti ven največji del krvi steče iz arterij in kapilarnih prepletov v venski del cirkulacije. V tej fazi je skupni volumen krvi razporejen tako, da je tlak (srednji cirkulacijski polnitveni pritisk) po celotnem obtoku izenačen in navadno znaša 7 mmHg. V takšnih tlačnih razmerah pride do kolapsa kapilarnega žilja v višjeležečih predelih telesa, saj je zaradi delovanja težnosti večina krvi stekla iz kožnih kapilar v večje telesne vene. Slaba prekrvavljenost kože se izraža kot šibka bledica, ki je izrazita zlasti pri osebah z manjšo količino kožnega pigmenta.

#### Variacije
Pri temno pigmentiranih, porjavelih in zlateničnih, kjer kri prispeva le manjši del pigmenta, je mrliška bledica težje opazna, zato moramo za njeno določitev napraviti opto-električno meritev barvnega odtenka kože, ki jo primerjamo z obarvanostjo najnižje ležečih predelov telesa.
Kadar sklepamo, da je smrt posledica zastrupitve z ogljikovim monoksidom, moramo upoštevati, da bledica zaradi rožnatega obarvanja površine telesa načeloma ne nastopi.